# کفش پاشنه‌بلند (فیلم ۱۹۹۱)
کفش پاشنه‌بلند(به اسپانیایی: Tacones lejanos)  فیلمی به کارگردانی پدرو آلمودوار است که در سال ۱۹۹۱ منتشر شد. از بازیگران آن می‌توان به ویکتوریا آبریل، ماریسا پاردس، خاویر باردم و بیبانا فرناندز اشاره کرد.